# Paidia cinerascens
Paidia cinerascens is een vlinder uit de familie van de spinneruilen (Erebidae), onderfamilie beervlinders (Arctiinae). De wetenschappelijke naam van de 
soort is voor het eerst geldig gepubliceerd in 1847 door Herrich-Schäffer.
Deze nachtvlinder komt voor in Europa.